# Perlesta spatulata
Perlesta spatulata és una espècie d'insecte plecòpter pertanyent a la família dels pèrlids.